# Retrato de caballero (Tintoretto)
Retrato de caballero es un cuadro al óleo de Tintoretto, pintado hacia 1554 que actualmente forma parte de la colección permanente del Museo Nacional de Arte de Cataluña, que lo adquirió en 1944.

## Descripción
Representado de más de medio cuerpo, girado tres cuartos a la izquierda, en el retrato el joven caballero descansa el antebrazo derecho sobre un mueble mientras apoya, arrogante, la mano izquierda en la cadera y luce un anillo en el dedo pequeño. Se cubre la cabeza con una gorra negra que deja entrever los cabellos claros a la altura de la barba. Viste jubón oscuro bordado del que sobresalen las mangas claras y tornasoladas, insinuando un tejido de seda. La gorguera y los puños blancos resaltan las carnaciones, en contraste con la oscuridad del vestido y del fondo.

## Análisis
Desconocido quien sea el retratado, y dado su atuendo, el modelo podría haber sido uno de los embajadores o nobles europeos que posaron para Tintoretto en su estudio veneciano. Con aire altivo, el personaje parece que quiera iniciar un diálogo con el espectador, una característica del expresionismo personal del pintor, que centra la atención en el rostro y las manos sirviéndose de la técnica del impasto, mientras que las vestiduras se tratan con toques rápidos, fluidos y sueltos de modo que, con pocos medios, transmite la fuerza interior del retratado. Cronológicamente, la obra habría que situarla hacia 1554, ya que se relaciona con el Caballero que se conservar en el Barber Institute de Birmingham, el retrato de Lorenzo Soranzo, del Kunsthistorisches Museum de Viena y el Caballero del Christ Church College de la Universidad de Oxford, todos ellos del mismo tiempo. El cuadro perteneció a Gaspar Méndez de Haro y Guzmán, ya que figuraba en su inventario y en el reverso del cuadro está su anagrama heráldico.